# Pavlíkov (Třemešné)

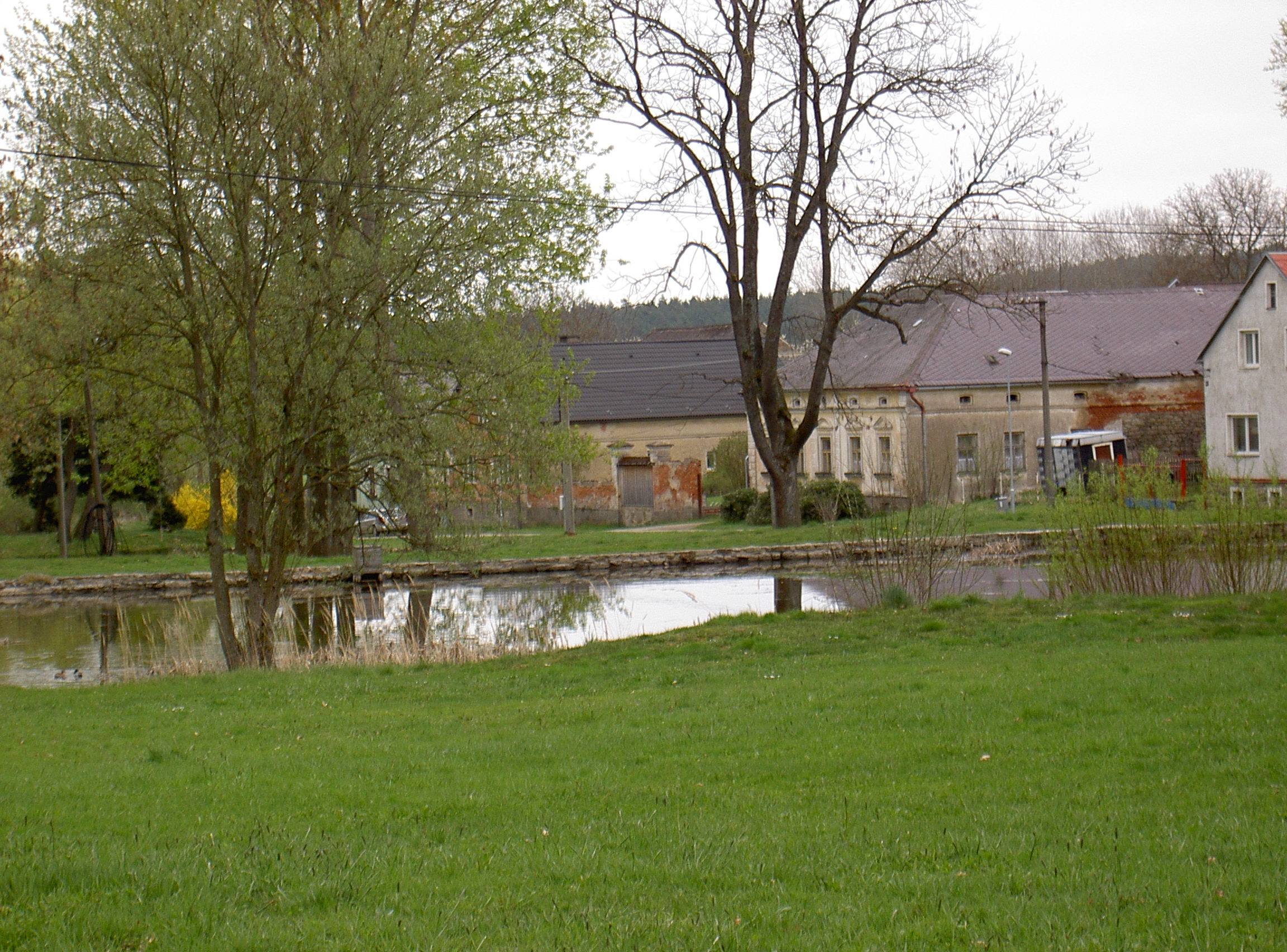
Pavlíkov (Pabelsdorf)

Pavlíkov (deutsch Pabelsdorf) ist ein Gemeindeteil von Třemešné im westböhmischen Okres Tachov in Tschechien.

## Geografische Lage
Pavlíkov (Pabelsdorf) liegt ungefähr zwei Kilometer südöstlich von Třemešné und drei Kilometer nördlich von Bělá nad Radbuzou (deutsch: Weißensulz) auf einer Hochfläche.

## Geschichte
In der Steuerrolle des Jahres 1656 wurde Pavlíkov (Pabelsdorf, auch: Bablesdorff) mit 5 Bauern, 5 Chalupnern, 2 Neusiedlern, einem öden Anwesen, 21 Gespannen, 13 Kühen, 25 Stück Jungvieh, 38 Schafen und 41 Schweinen aufgeführt.
1786 wurde Pavlíkov nach Bělá nad Radbuzou eingepfarrt. 1816 wurde es nach Dubec (deutsch: Tutz) umgepfarrt.
1939 gehörte Pavlíkov mit zum neuerrichteten Postamt von Třemešné (Zemschen).
Nach dem Münchner Abkommen wurde der Ort dem Deutschen Reich zugeschlagen und gehörte bis 1945 zum Landkreis Tachau.